# ERaZ
ERaZ a fost o companie care producea autoutilitare în Armenia. A fost creată în 1965 și a început să producă vehicule în 1968. Compania a fost fuzionată cu GAZ în 2003. Compania a fost cel mai popular producător de camioane ușoare din Armenia. După ce ERaZ-762 a fost întrerupt în 1995, compania a încetat să producă vehicule și a început să se concentreze asupra dezvoltării de tancuri și alte vehicule militare pentru armata armeană. De asemenea, urma să fie produsă o furgonetă bazată pe RAF-2203, dar proiectul a fost anulat în 1998.
Din 1965 până în 1968, compania a importat, de asemenea, multe camioane GAZ-51 și GAZ-53 în Armenia, deoarece în acel moment nu produceau vehicule. În 1968, compania a început să producă ERaZ-762, pe baza microbuzului RAF-977. Vehiculul respectiv a fost întrerupt în 1995, în ciuda faptului că RAF-977 original a fost întrerupt în 1976. În 1996, compania a început să dezvolte un înlocuitor pentru ERaZ-762, de data aceasta bazat pe autoutilitara RAF-2203 și fiind o furgonetă în locul unei furgonete mai mici, dar proiectul a fost anulat în 1998. După 1998, compania a început să dezvolte diverse tancuri. pentru armata armeană și producția de vehicule civile s-a oprit. În 2001, compania a încheiat un acord cu General Motors pentru a-și produce camioanele militare în Armenia, dar afacerea nu a reușit să fie verificată. În 2003, compania a fost fuzionată cu GAZ și a încetat să mai fie o companie separată.

## Modele
- ERaZ-762 (1968-1995)
- ERaZ-398 Tank (1996-2001)
- ERaZ-598 Tank (1998-2003)
- ERaZ-998 Tank (2000-2003)
- ERaZ-991 Tank (1998-2001)